# Dii (Kon-Yambetta)
Pour les articles homonymes, voir Dii.
Dii (ou Di) est un village de la région du Centre du Cameroun, localisé dans l'arrondissement (commune) de Kon-Yambetta, dans le département du Mbam-et-Inoubou, en pays Bafia.
En 1966 Dii comptait 83 habitants. Lors du recensement de 2005, on en a dénombré 129.
Avec Kalong, distant de quelques kilomètres, c'est l'un des deux villages où l'on parle le dimbong, une langue bantoïde méridionale en voie de disparition, parfois appelée « kalong ». D'autres langues, telles que le bafia et le balong sont également utilisées, de même que le français.
En 1992 il n'y avait pas de marché dans la localité, ni d'école. Un prêtre catholique y venait une fois par mois.